# جاك سيكما
جاك سيكما (بالإنجليزية: Jack Sikma) مواليد 14 نوفمبر 1955 في كانكاكي، هو لاعب كرة سلة أمريكي سابق أصبح مدرباً بدأ مسيرته الاحترافية في سنة 1977. تم اختياره من قبل فريق سياتل سوبرسونيكس خلال الدرافت. يبلغ طوله 6 قدم 11 بوصة (2.1 م). اعتزل اللعب في 1991. فاز بلقب دوري إن بي إيه. شارك 7 مرات في مباراة كل النجوم.

## روابط خارجية
- جاك سيكما على موقع إن بي أي (الإنجليزية)
- جاك سيكما على موقع سبورتس رفرنس (الإنجليزية)
- جاك سيكما على موقع ريلجم (الإنجليزية)
- جاك سيكما على موقع بروبوليرز (الإنجليزية)
- جاك سيكما على موقع سبورتس رفرنس (الإنجليزية)